# Василє Мезераке
Василє Мезераке (рум. Vasile Măzărache; інші варіанти прізвища — Мазараке (рум. Mazarache), Мазаракі (рум. Mazarachi, Mazaraki)) — молдавський купець, який обіймав важливі посади у Молдавському князівстві, зокрема, був дворецьким, скарбничим та мером Кишинева.

## Походження
Про походження Василє Мезераке відомо небагато. За однією з версій, він міг бути греком, зважаючи на прізвище. За іншою версією, Мезераке міг бути румуном, а прізвище могло бути згрекованим, враховуючи тогочасний вплив фанаріотів.

## У Яссах
Мезераке жив у Яссах приблизно між 1700 та 1740 роками, володіючи кількома будинками, складами, крамницями (тогочасний документ повідомляє про власність Мезераке на вулиці Трапезенеаско, що грецькою означає «банкір», нині це вулиця Анастасіє Пану).
В інших тогочасних документах Мезераке фігурує як староста ясських купців.

## У Кишиневі
Накопичені статки дали Мезераке змогу придбати у 1740 році села Ресіпені та Респопені біля Ясс та маєток у селі Лепушна біля Кишинева.
У цей період Мезераке прославився як розслідувач скарг молдаван після татарських набігів на країну (перший такий набіг відбувся у 1224 році, коли Молдова була територією Галицького князівства, згодом вони ставалися кілька разів на століття, і останній такий був у 1787 році).

## Мазаракіївська церква

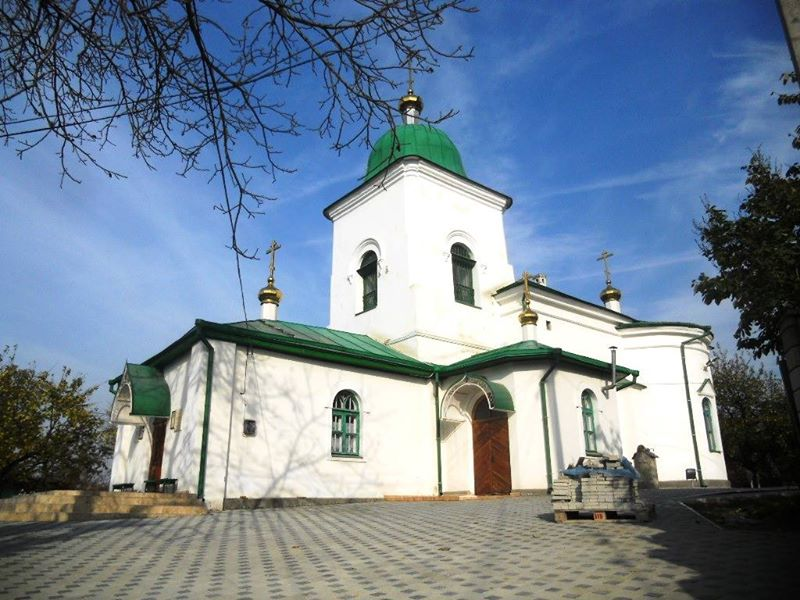
Мазаракіївська церква

1752 року Василє Мезераке заснував у Кишиневі церкву, яка носить його ім'я.
Згідно з легендою, один із заздрісників написав на Мазаракі донос, і скарбник отримав наказ негайно з'явитися до турецького губернатора в Бендери. Вирушаючи на суд, Мазаракі дав клятву, якщо залишиться живим, то після повернення збудує церкву. Доля виявилася прихильною до нього — його виправдали. Скарбник не забув про клятву, і зведена ним церква стала одним із символів Кишинева.
Іменем Мезераке також названо пагорб, на якому він збудував церкву.

## Сім'я
Василє Мезераке мав чотирьох дітей, народжених у Кишиневі: сини Тома, Думітру та Василє і дочка, одружена з тюремником Рашкану.
Дочка Мезераке та тюремник Рашкану були батьками Константина Ришкану, який заснував у Кишиневі церкву Костянтина та Олени.